# Campionati del mondo di atletica leggera 2022 - Staffetta 4×100 metri maschile
La staffetta 4×100 metri maschile dei campionati del mondo di atletica leggera 2022 si è svolta tra il 22 e il 23 luglio presso l'Hayward Field di Eugene, negli Stati Uniti d'America.

## Podio
| Pos.    | Nazionalità                                                                                     | Prestazione |
| ------- | ----------------------------------------------------------------------------------------------- | ----------- |
| Oro     | Canada Aaron Brown, Jerome Blake, Brendon Rodney, Andre De Grasse                               | 37"48       |
| Argento | Stati Uniti Christian Coleman, Noah Lyles, Elijah Hall, Marvin Bracy                            | 37"55       |
| Bronzo  | Regno Unito Jona Efoloko, Zharnel Hughes, Nethaneel Mitchell-Blake, Reece Prescod, Adam Gemili* | 37"83       |

## Situazione pre-gara

### Record
Prima di questa competizione, il record del mondo (RM) e il record dei campionati (RC) erano i seguenti.
| Record                | Prestazione | Atleta                                                         | Data                                  | Competizione         |
| --------------------- | ----------- | -------------------------------------------------------------- | ------------------------------------- | -------------------- |
| Record mondiale       | 36"84       | Giamaica Nesta Carter, Michael Frater, Yohan Blake, Usain Bolt | 11 agosto 2012 Londra, Regno Unito    | Giochi olimpici 2012 |
| Record dei campionati | 37"04       | Giamaica Nesta Carter, Michael Frater, Yohan Blake, Usain Bolt | 4 settembre 2011 Taegu, Corea del Sud | Mondiali 2011        |

### Campioni in carica
I campioni in carica, a livello mondiale e olimpico, erano:
| Campione | Atleta                                                                                    | Prestazione | Data                          | Competizione         |
| -------- | ----------------------------------------------------------------------------------------- | ----------- | ----------------------------- | -------------------- |
| Olimpico | Italia Lorenzo Patta, Marcell Jacobs, Fausto Desalu, Filippo Tortu                        | 37"50       | 6 agosto 2021 Tokyo, Giappone | Giochi olimpici 2021 |
| Mondiale | Stati Uniti Christian Coleman, Justin Gatlin, Mike Rodgers, Noah Lyles, Cravon Gillespie* | 37"10       | 5 ottobre 2019 Doha, Qatar    | Mondiali 2019        |

## Risultati

### Batterie
I primi tre di ogni serie (Q) e i due tempi migliori tra gli esclusi (q) si qualificano alla finale
| Pos. | Batteria | Corsia | Nazione     | Atleti                                                               | Tempo | Note                                     |
| ---- | -------- | ------ | ----------- | -------------------------------------------------------------------- | ----- | ---------------------------------------- |
| 1    | 1        | 7      | Stati Uniti | Christian Coleman, Noah Lyles, Elijah Hall, Marvin Bracy             | 37"87 | Q                                        |
| 2    | 2        | 5      | Francia     | Méba-Mickaël Zeze, Pablo Matéo, Ryan Zeze, Jimmy Vicaut              | 38"09 | Q                                        |
| 3    | 2        | 7      | Canada      | Aaron Brown, Jerome Blake, Brendon Rodney, Andre De Grasse           | 38"10 | Q                                        |
| 4    | 2        | 2      | Sudafrica   | Henricho Bruintjies, Emile Erasmus, Clarence Munyai, Akani Simbine   | 38"31 | Q                                        |
| 5    | 2        | 8      | Giamaica    | Ackeem Blake, Kemar Bailey-Cole, Conroy Jones, Jelani Walker         | 38"33 | q                                        |
| 6    | 2        | 3      | Brasile     | Rodrigo do Nascimento, Felipe Bardi, Derick Silva, Erik Cardoso      | 38"41 | q                                        |
| 7    | 1        | 4      | Regno Unito | Adam Gemili, Zharnel Hughes, Nethaneel Mitchell-Blake, Reece Prescod | 38"49 | Q                                        |
| 8    | 1        | 8      | Ghana       | Sean Safo-Antwi, Benjamin Azamati, Joseph Oduro Manu, Joseph Amoah   | 38"58 | Q                                        |
| 9    | 2        | 6      | Spagna      | Bernat Canet, Pol Retamal, Jésus Gómez, Sergio López                 | 38"70 | Miglior prestazione personale stagionale |
| 10   | 2        | 4      | Italia      | Lorenzo Patta, Filippo Tortu, Fausto Desalu, Chituru Ali             | 38"74 | Miglior prestazione personale stagionale |
| 11   | 1        | 1      | Germania    | Kevin Kranz, Joshua Hartmann, Owen Ansah, Lucas Ansah-Peprah         | 38"83 |                                          |
| 12   | 1        | 5      | Cina        | Tang Xingqiang, Xie Zhenye, Su Bingtian, Chen Guanfeng               | 38"83 | Miglior prestazione personale stagionale |
| 13   | 1        | 6      | Paesi Bassi | Hensley Paulina, Taymir Burnet, Joris van Gool, Raphael Bouju        | 39"07 |                                          |
|      | 2        | 1      | Danimarca   | Simon Hansen, Frederik Schou-Nielsen, Tobias Larsen, Kojo Musah      | dnf   |                                          |
|      | 1        | 2      | Nigeria     | Raymond Ekevwo, Godson Oghenebrume, Udodi Onwuzurike, Favour Ashe    | dq    |                                          |
|      | 1        | 3      | Giappone    | Ryuichiro Sakai, Ryota Suzuki, Koki Ueyama, Hiroki Yanagita          | dq    |                                          |

### Finale
| Pos.    | Corsia | Nazione     | Atleti                                                                | Tempo | Note                                                       |
| ------- | ------ | ----------- | --------------------------------------------------------------------- | ----- | ---------------------------------------------------------- |
| Oro     | 4      | Canada      | Aaron Brown, Jerome Blake, Brendon Rodney, Andre De Grasse            | 37"48 | Miglior prestazione mondiale stagionale · Record nazionale |
| Argento | 3      | Stati Uniti | Christian Coleman, Noah Lyles, Elijah Hall, Marvin Bracy              | 37"55 | Miglior prestazione personale stagionale                   |
| Bronzo  | 6      | Regno Unito | Jona Efoloko, Zharnel Hughes, Nethaneel Mitchell-Blake, Reece Prescod | 37"83 | Miglior prestazione personale stagionale                   |
| 4       | 2      | Giamaica    | Ackeem Blake, Yohan Blake, Oblique Seville, Jelani Walker             | 38"06 | Miglior prestazione personale stagionale                   |
| 5       | 8      | Ghana       | Sean Safo-Antwi, Benjamin Azamati, Joseph Oduro Manu, Joseph Amoah    | 38"07 | Record nazionale                                           |
| 6       | 7      | Sudafrica   | Emile Erasmus, Gift Leotlela, Clarence Munyai, Akani Simbine          | 38"10 | Miglior prestazione personale stagionale                   |
| 7       | 1      | Brasile     | Rodrigo do Nascimento, Felipe Bardi, Derick Silva, Erik Cardoso       | 38"25 | Miglior prestazione personale stagionale                   |
|         | 5      | Francia     | Méba-Mickaël Zeze, Pablo Matéo, Ryan Zeze, Jimmy Vicaut               | dq    |                                                            |